# Museo dell'Arciconfraternita del Carmine
Il Museo dell'Arciconfraternita del Carmine di San Severo, allestito nella Sacrestia Nuova della chiesa confraternale e inaugurato nel 2024, è articolato in quattro sezioni (storia dell'arciconfraternita, liturgia, processionali, devozione), con paramenti sette e ottocenteschi, argenti sacri, preziosi e soprattutto eccezionali opere tessili del XIX secolo (tre stendardi e il baldacchino processionale).
In occasione del 150° anniversario dell'elevazione della confraternita del Carmine, fondata nel 1684, ad arciconfraternita (1874), la Sacrestia Nuova, realizzata tra il 1902 e il 1903, è stata trasformata in spazio museale in cui esporre il patrimonio artistico-storico-culturale del sodalizio precedentemente conservato in deposito e fruito solo parzialmente in alcuni momenti dell'anno.
Nella prima sezione sono esposti oggetti significativi (tra cui l'urna delle elezioni e la piccola tela settecentesca di san Vincenzo Ferreri dipinta da Alessio d'Elia) e alcuni documenti (ricevute, pergamene, statuti, lettere) che consentono di tracciare a grandi linee la storia della congregazione laicale carmelitana sanseverese.
Nella seconda sezione, dedicata alla liturgia, si ammirano paramenti del Settecento e dell'Ottocento, una raggiera e un tronetto per il Sacramento e alcuni pezzi del parato bronzeo dell'altare maggiore, l'argenteria liturgica (tra cui spiccano il messale del primo Ottocento e il monumentale ostensorio del 1907, opera degli orafi Muscetti di Napoli) e i sette paliotti della seconda metà del XIX secolo, uno per ogni altare della chiesa.
La sezione dedicata alle processioni è aperta dal calvario ligneo di fine Ottocento, grande croce coi simboli della Passione che si usava per la Via Crucis e per la visita ai Sepolcri del Giovedì Santo. Seguono i tre sfarzosi stendardi dell'arciconfraternita, ricamati in oro su lama d'argento, il primo opera di Giuseppa Trengia (Napoli, 1874), il secondo di Maria Francesca Carnevale (Napoli, 1890), il terzo realizzato a metà del Novecento trasformando la tenda della nicchia della Madonna del Carmine, ricamata negli anni settanta dell'Ottocento dalla stessa Trengia. Al centro della sala è collocata, sulla pedana processionale in legno dorato del 1841, una riproduzione del simulacro della Madonna, realizzata per preservare la raffinata scultura lignea del 1790, opera di Michele e Gennaro Trillocco su modello di Giuseppe Sanmartino. Sul simulacro è aperto il grande baldacchino a otto aste piumate realizzato dalla Carnevale nel 1891, un raffinato e ricchissimo manufatto dell'arte napoletana del ricamo in oro su lama d'argento: il cielo, di seta azzurra, è costellato di oltre seicento stelle in oro. Tra le aste del baldacchino sono sei lanterne processionali in metallo sbalzato.
L'ultima sezione, dedicata alla devozione, contiene reliquiari e preziosi (in oro e argento) legati ai culti praticati dall'arciconfraternita (Croce, santa Lucia, santa Teresa d'Avila, san Simone Stock, sant'Antonio da Padova, san Luigi Gonzaga) oltre a libri di preghiera e immagini sacre fatti stampare dal sodalizio. Completano l'esposizione alcune statuette in terracotta di devozione domestica ritraenti la Madonna del Carmine e il bozzetto della statua di san Luigi (1819), opera dello scultore campano Giuseppe d'Onofrio.

## Galleria d'immagini

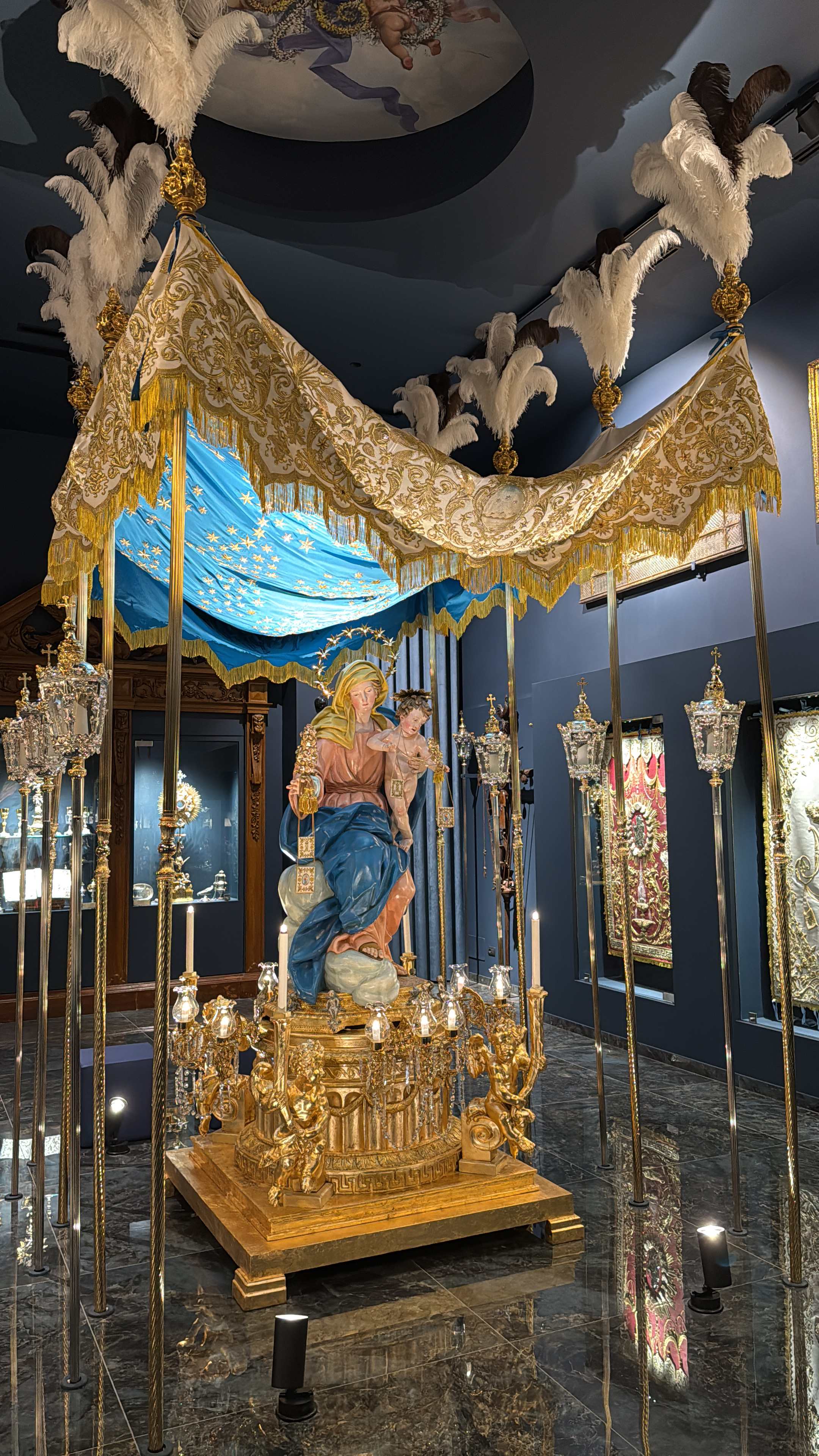
Il baldacchino (1891)
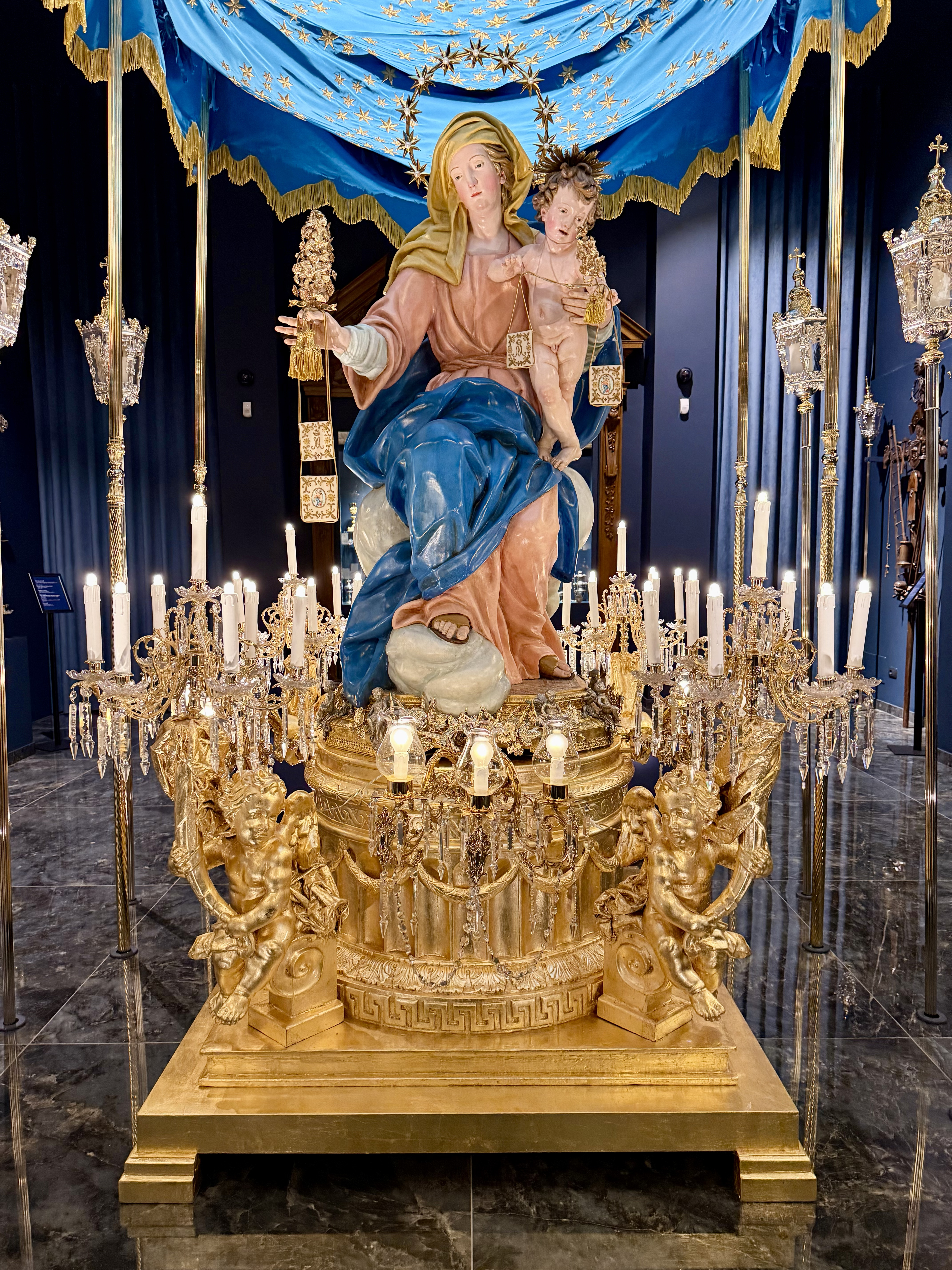
La statua della Madonna (riproduzione)
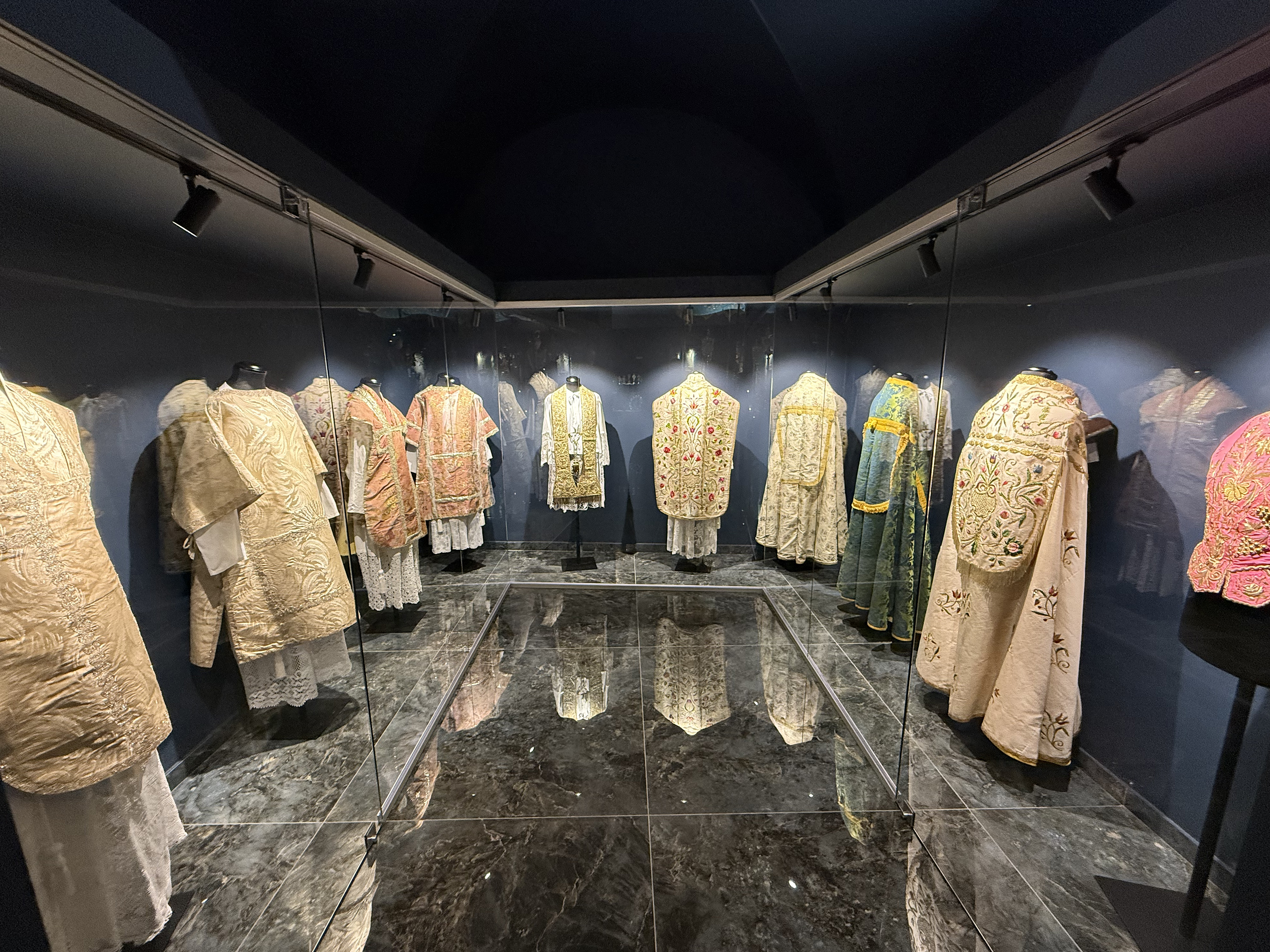
I paramenti (secc. XVIII-XIX)
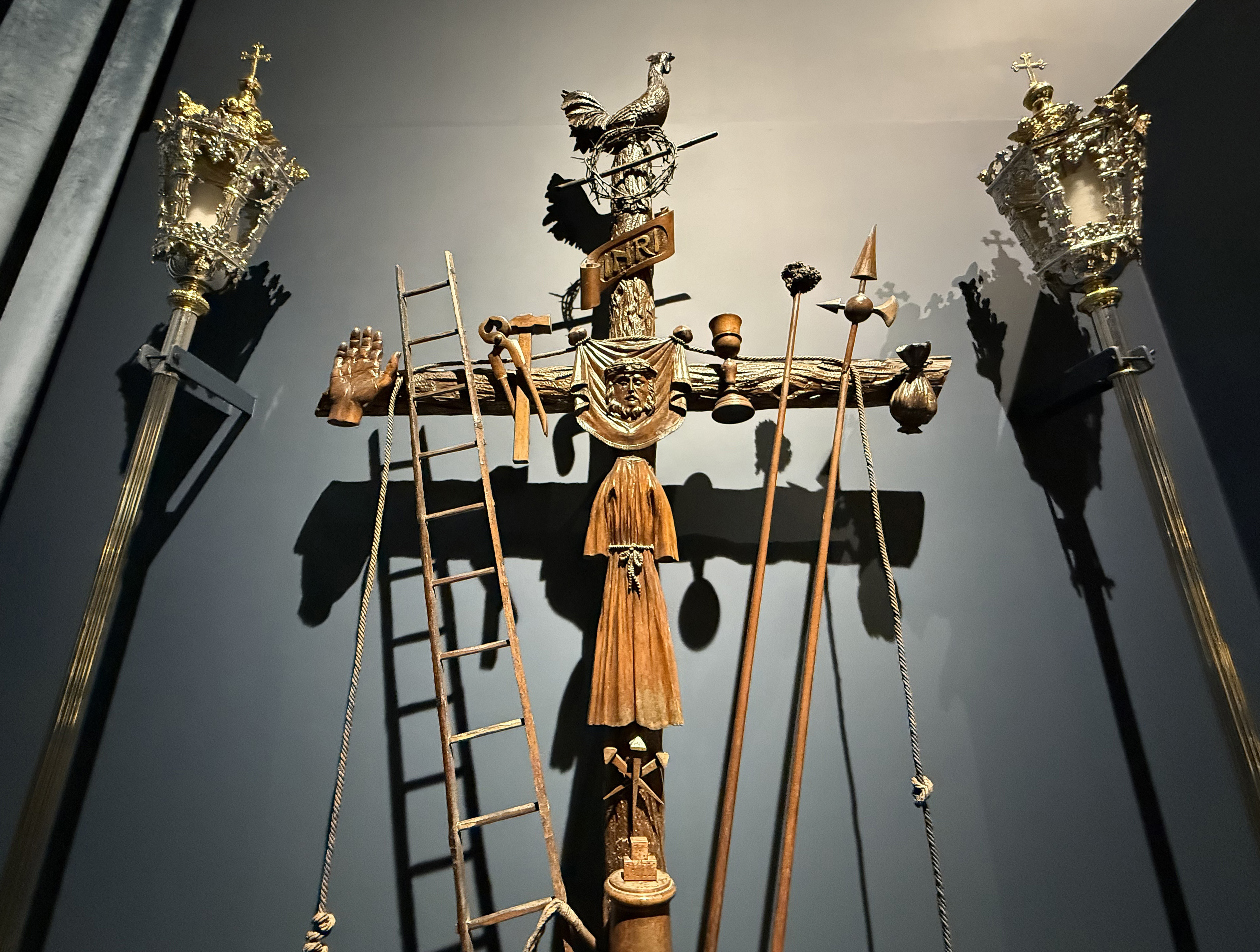
Il calvario ligneo (fine sec. XIX)
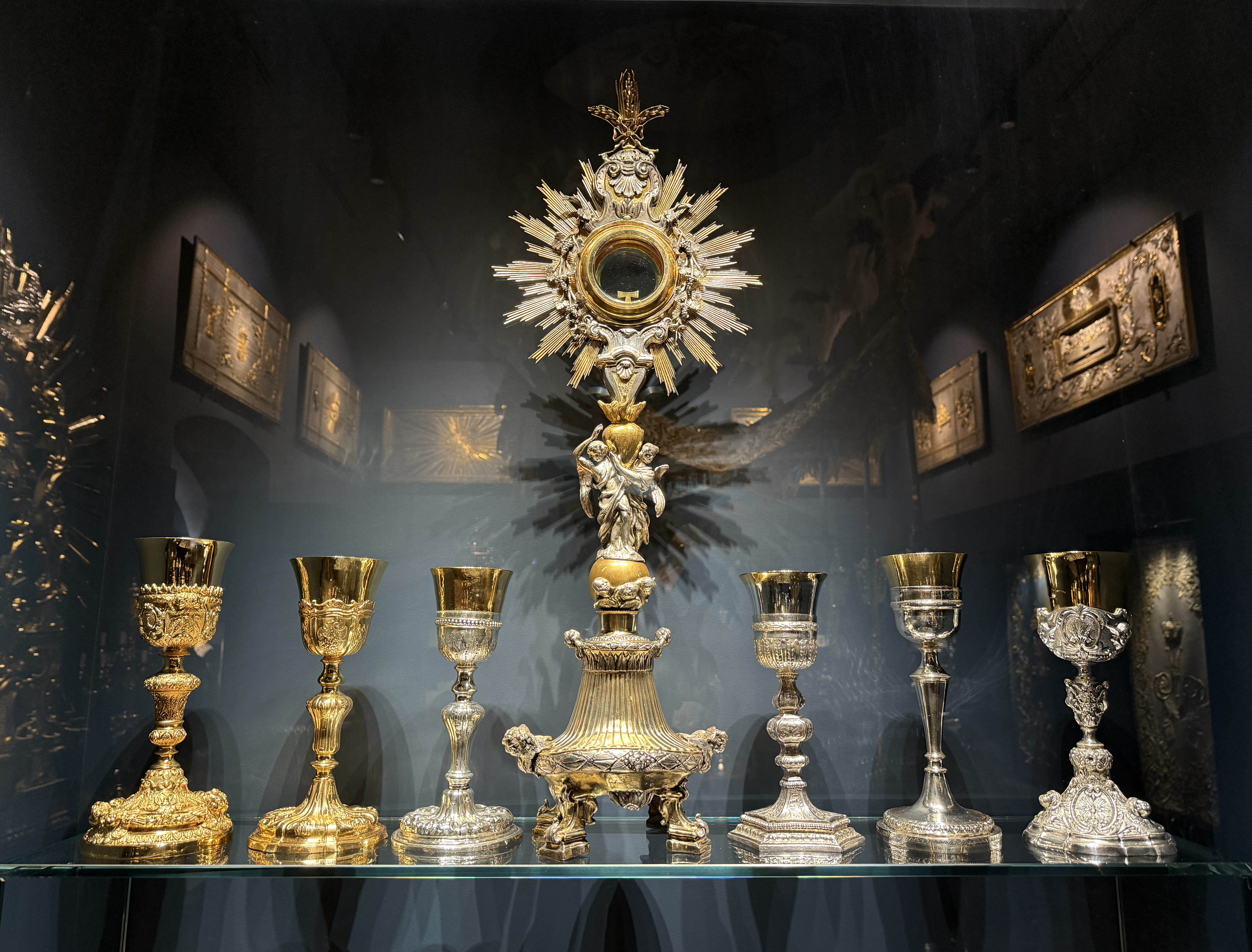
Calici e ostensorio (secc. XVIII-XIX)
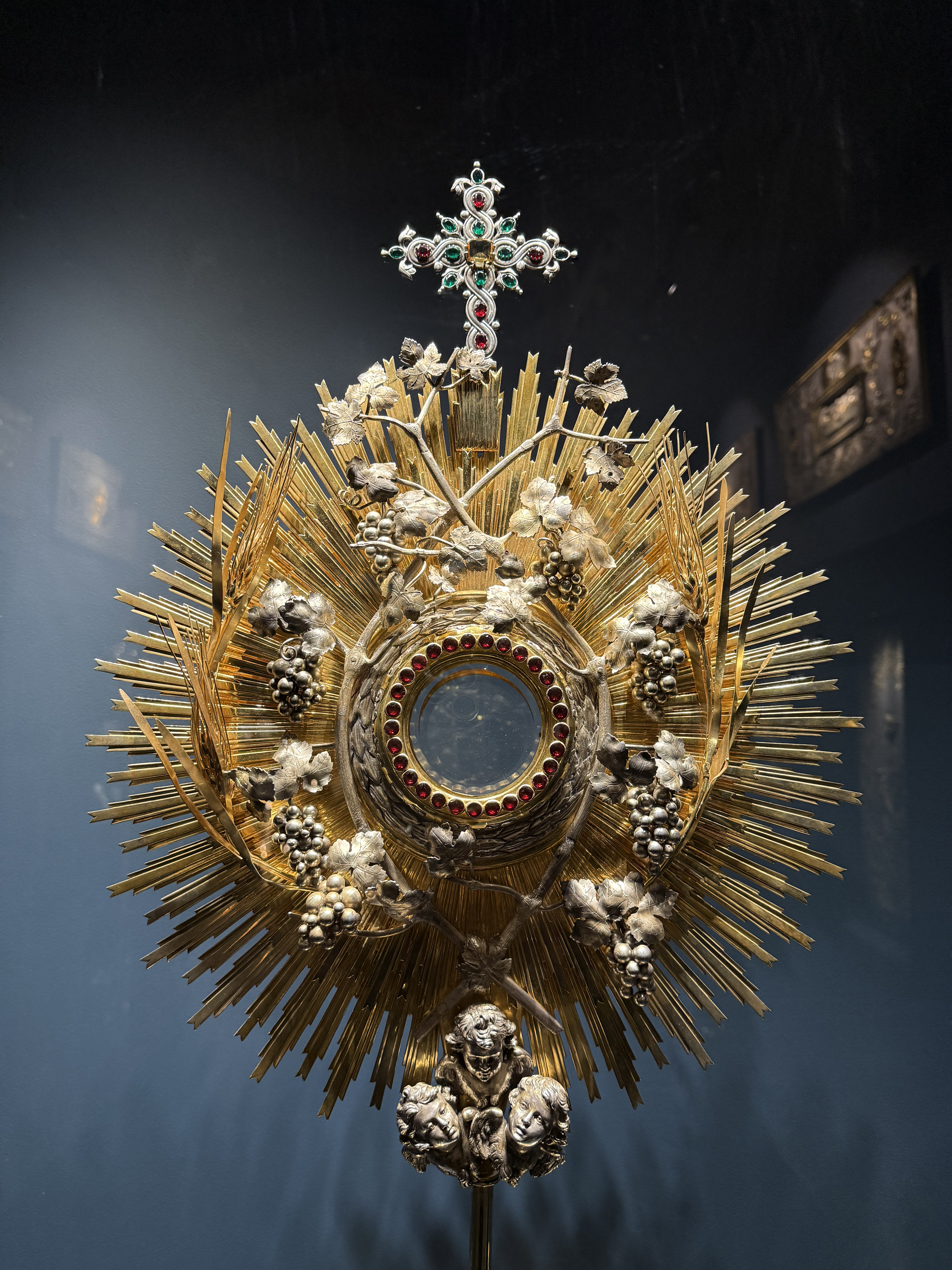
Particolare dell'ostensorio Muscetti (1907)
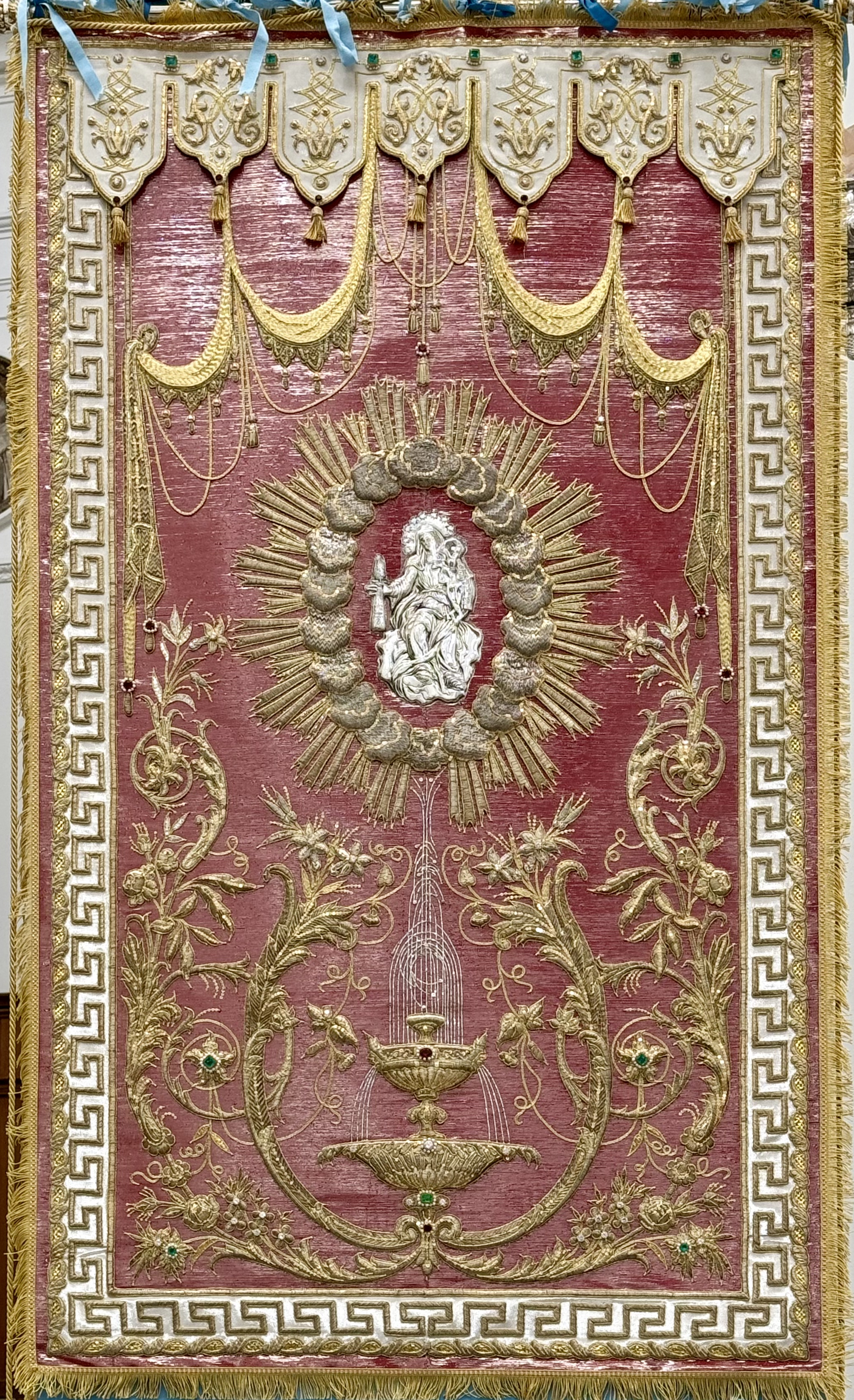
Lo stendardo Trengia dell'Arciconfraternita (1874)